# Max Pechstein

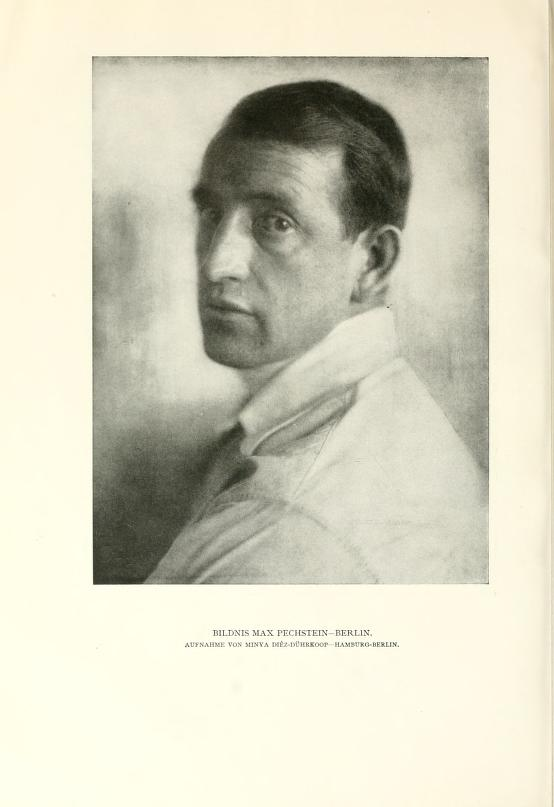
Max Pechstein, 1920, Porträtfoto von Minya Diez-Dührkoop

Hermann Max Pechstein (* 31. Dezember 1881 in Zwickau; † 29. Juni 1955 in West-Berlin) war ein  deutscher Maler, Grafiker und zeitweise Mitglied der Künstlervereinigung „Brücke“. Pechstein war ein Vertreter des deutschen Expressionismus. Er schuf vor allem Figurenbilder, teilweise mit exotischen Motiven von den Palauinseln, Stillleben sowie Landschaften (u. a. vom Lebasee in Hinterpommern) und von der Kurischen Nehrung, wo er die Künstlerkolonie Nidden während seiner mehrmonatigen Aufenthalte zwischen 1909 und 1939 maßgeblich beeinflusste.

## Leben

Max Pechstein: Frauenkopf (1911)

Max Pechstein mit seinem Sohn Frank, 1913, Porträtfoto von Minya Diez-Dührkoop

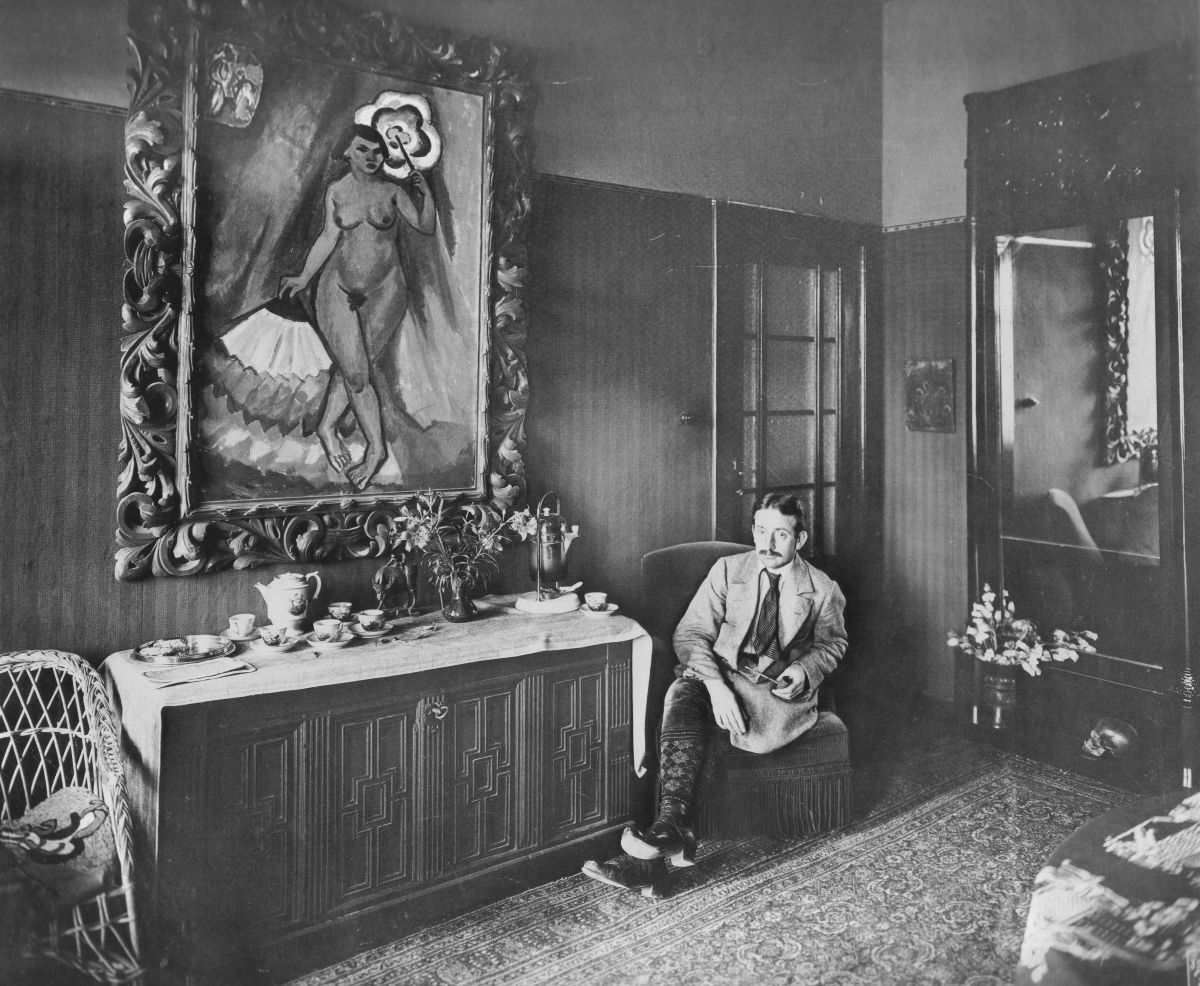
Max Pechstein in seinem Haus in Berlin-Zehlendorf, 1915, Foto von Waldemar Titzenthaler

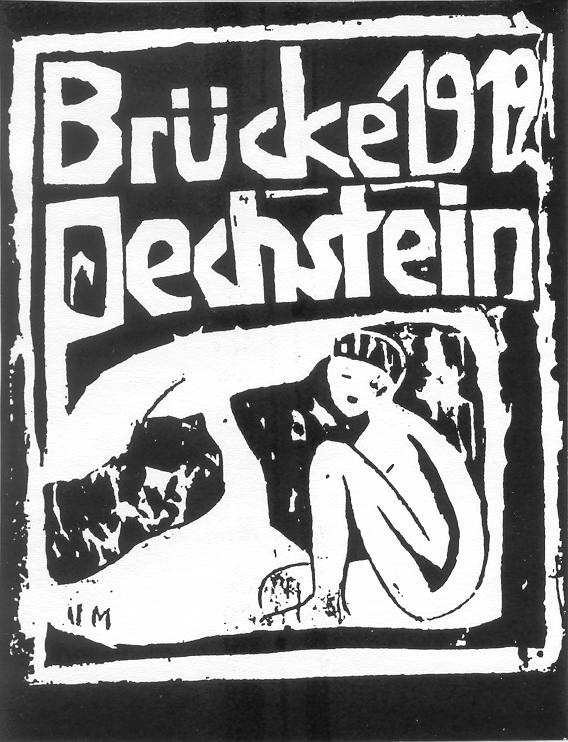
Die Jahresmappe der Brücke von 1912, Entwurf Otto Mueller, wurde wegen Pechsteins Ausschluss aus der Brücke nie veröffentlicht.

Max Pechstein wurde in eine Arbeiterfamilie geboren. Bereits als Heranwachsender war er unumstößlich entschlossen, Maler zu werden. Daraufhin gab sein Vater ihn bei einem Dekorationsmaler in Zwickau in die Lehre (1896–1900). Anschließend studierte Pechstein an der Staatlichen Gewerbeschule und von 1903 bis 1906 als Meisterschüler von Otto Gussmann an der Kunstakademie in Dresden. Schon damals entwarf er Glas- und Wandmalerei sowie Mosaiken für verschiedene Architekten. Nach der Begegnung mit Ernst Ludwig Kirchner und Erich Heckel trat er 1906 als einziger akademisch ausgebildeter Maler der Künstlervereinigung „Brücke“ bei und reiste nach Erhalt des Sächsischen Staatspreises 1907 nach Italien (und zwar nach Monterosso, einem der „Fünf Dörfer“ in Ligurien) und 1907/08 nach Paris. Im Jahr 1899 lernte er in Dresden den Maler Alexander Gerbig kennen, mit dem ihn eine lebenslange Freundschaft verband.
Ab 1908 war Pechstein in Berlin ansässig. Im Winter 1908/09 lernte er Lotte (Taufname Charlotte) Kaprolat (1893–1965) als Modell des Bildhauers Georg Kolbe (1877–1947) in dessen Berliner Atelier kennen. Von 1909 bis 1920 war sie Pechsteins beliebtestes Modell. Sie ist auf seinen Werken unter anderem leicht daran zu erkennen, dass Pechstein sie als eine etwas füllige Erscheinung mit wulstigen Lippen und ausgeprägten Tränensäcken darstellte.
Nicht nur auf vielen Zeichnungen aus den Jahren 1909–1910 blieb Lotte unerkannt, sondern sogar auf dem „Doppelbildnis“, auf dem Pechstein Lotte als seine, ihm zugehörige Frau präsentiert. Sich selbst und Lotte in bürgerlicher Kleidung darstellend, demonstrierte Pechstein – heute wie damals verständlich – alleine durch die gleichgearteten Hüte seine tiefe Verbundenheit mit Lotte. Pechsteins Blick und die helle Farbgebung des Bildes vermitteln dem Betrachter darüber hinaus eine heitere Ausgeglichenheit und den seelischen Einklang eines Liebespaares. Diese im Bild zur Schau getragene Zusammengehörigkeit besiegelten Lotte und Pechstein im Frühjahr 1911 in Deutsch-Wilmersdorf, indem sie die Ehe schlossen, aus der 1913 der Sohn Frank hervorging.
1908 wurde Pechstein Mitglied der „Berliner Secession“ und war 1910 Mitbegründer und Präsident der „Neuen Secession“. Eine Wiederwahl scheiterte Ende 1911. Die beteiligten „Brücke“-Künstler verließen die „Neue Secession“ und beschlossen, nur noch als Gruppe an Ausstellungen teilzunehmen. Aufgrund seiner Teilnahme an einer Ausstellung der „Berliner Secession“ wurde Pechstein daher 1912 aus der „Brücke“ ausgeschlossen.
1909 kam Pechstein erstmals für den Sommer auf die Kurische Nehrung in das Fischerdorf Nidden (Ostpreußen), um dort zu malen. Er wurde Teil der Künstlerkolonie Nidden und traf sich mit anderen Künstlern, darunter Ernst Bischoff-Culm und Ernst Mollenhauer im Gasthaus Blode. Er malte dort vor allem das Leben der einfachen Nehrungsbewohner. Mit diesen war er über die Malerei hinaus in Kontakt, so ging er mit ihnen auch auf dem Kurischen Haff und der Ostsee fischen.
Pechsteins Südseereise (1913/14), die zum Teil erst mit den Palau-Bildern von 1917 verarbeitet wurde, sowie seine Teilnahme am Ersten Weltkrieg fanden ihren Niederschlag in Reisebildern und -lithographien sowie in Radierungen (u. a. „Somme-Schlacht“, 1916/17). Er war Mitbegründer der „Novembergruppe“ sowie des Arbeitsrats für Kunst.
1921 ließ sich Pechstein von Lotte scheiden und heiratete in zweiter Ehe 1923 in Leba Marta Möller. Im selben Jahr ernannte ihn die Preußische Akademie der Künste zu ihrem Mitglied; gleichzeitig wurde ihm eine Professur übertragen.

### Zeit des Nationalsozialismus
1933 wurde Pechstein seines Lehramtes enthoben. Lokale Aktivisten zeigten nach der Machtübernahme auch Werke Pechsteins in Ausstellungen „entarteter“ Kunst in den Museen. Es ist keine Reaktion Pechsteins auf diese Präsentationen überliefert, er verfolgte aber die Entwicklung des kulturellen Klimas im sich konstituierenden nationalsozialistischen Regime. Als die Preußische Akademie der Künste Heinrich Mann und Käthe Kollwitz ausgeschlossen hatte, äußerte sich weder Pechstein noch ein anderes Mitglied in der folgenden Generalversammlung zu ihrer Verteidigung. Während andere Mitglieder austraten, entschied er sich zu bleiben. Dies lag in der allgemein abwartenden Haltung Pechsteins begründet. Noch komplizierter gestaltete sich sein Agieren in der Berliner Secession, deren Vorstand er seit Februar 1933 angehörte. Pechstein war daran gelegen, die Secession als Ausstellungsforum zu erhalten. Während Mitglieder die Vereinigung aufgrund des angepassten Kurses verließen, verlas Pechstein auf einem Treffen am 25. April 1933 ein offizielles Communique des Vorstandes, in dem dieser den Willen zur Mitarbeit an der Errichtung des neuen Deutschlands bekundete. Es gab eine geheime Abstimmung, die Stimme Pechsteins ist nicht bekannt. Jedoch muss davon ausgegangen werden, dass er den Kurs mittrug, da er Kompromisse zum Erhalt der Institution für notwendig erachtete, denn die Berliner Secession hatte sich verschuldet und war auf staatliche Beihilfen angewiesen. Insgesamt bemühte sich Pechstein, während der Zeit, als die NSDAP ihre Herrschaft festigte, nicht aufzufallen. Bereits im März 1933 wurde der Vorwurf laut, Pechstein sei Jude. Diese Anschuldigung wurde von Emil Nolde gegenüber einem Beamten erhoben. Dies versuchte er mit einer Dokumentation seiner arischen Abstammung zu entkräften. Während die Behörden diesen Nachweis akzeptierten, weigerte sich Nolde, sich für seine falsche Behauptung gegenüber Pechstein zu entschuldigen. Ende 1933 hatte Pechstein wenig Grund für Optimismus ob der kunstpolitischen Entwicklung und fühlte sich aufgrund der zahlreichen Emigranten in seinem Umfeld zunehmend einsam. Sein erstgeborener Sohn Frank war im Herbst 1933 Kandidat zur Aufnahme in die SA, was Pechstein in seiner Korrespondenz nicht kritisch kommentierte. Seinem zweiten Sohn Mäki untersagte er aber, in die Hitlerjugend einzutreten.
Zwar blieben Werke Pechsteins wie auch anderer als Produzenten „entarteter Kunst“ diffamierter Künstler auch nach der Machtübernahme der Nationalsozialisten ausgestellt – so beklagte etwa Rosenberg 1934, dass viele expressionistische Werke noch der Öffentlichkeit präsentiert wurden –, jedoch machte ihm der Verlust an Status zunehmend zu schaffen. Die Familie musste aufgrund der schlechten ökonomischen Situation auf die Ersparnisse zurückgreifen. Zwar konnte er einige Aquarelle in einer Ausstellung in Chemnitz verkaufen, dennoch gingen die Einkünfte erheblich zurück. In dieser Situation entschloss Pechstein sich, der Nationalsozialistischen Volkswohlfahrt und dem Nationalsozialistischen Fliegerkorps beizutreten.
Im Jahr 1937 wurde er aus der Akademie ausgeschlossen. Im Juli desselben Jahres wurden 16 seiner Bilder in der NS-Ausstellung Entartete Kunst diffamiert und 326 seiner Werke konfisziert. 1944 verbrannte ein großer Teil seiner Werke durch Kriegseinwirkungen.

### Nachkriegszeit
Pechstein entdeckte 1921 die Gegend um den Lebasee in Pommern mit der Lontzkedüne, 1922/23 dann den westlich gelegenen Garder See. Er machte diese Natur und die in ihr arbeitenden Menschen zu Gegenständen seiner Bilder. In Pommern erlebte er 1945 die Besetzung durch die Rote Armee und musste zeitweise für die Besatzungsmacht arbeiten, konnte aber noch im Jahre 1945 nach Berlin ausreisen.

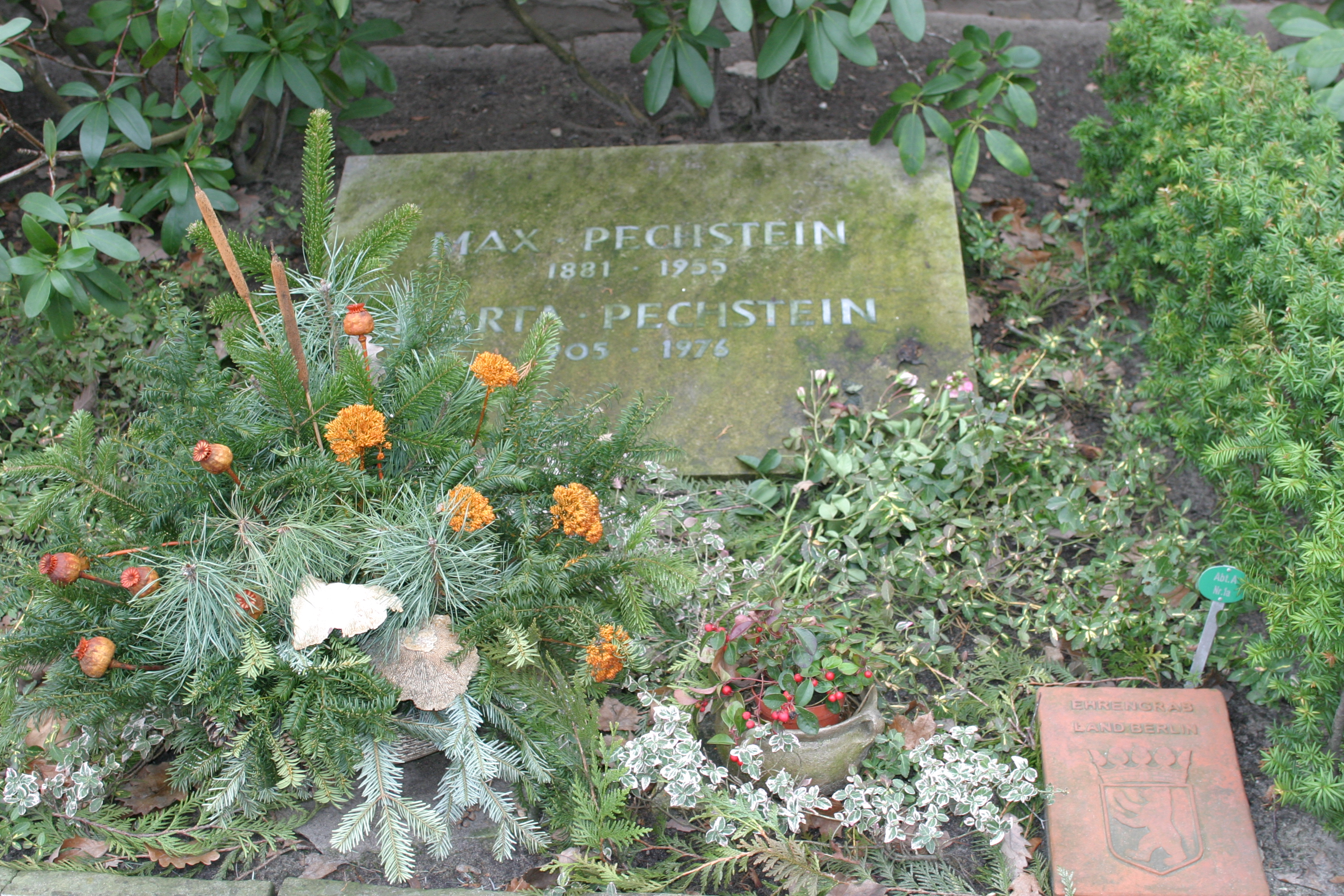
Grab Max Pechsteins auf dem Friedhof Schmargendorf in Berlin

1945 wurde Pechstein zum Professor an der Universität der Künste Berlin ernannt. An Lungentuberkulose erkrankt, starb Pechstein 1955 in seiner Wohnung in Schmargendorf an Magen-Darmkrebs. Sein Grab befindet sich auf dem Friedhof Schmargendorf. Es ist seit 1980 als Ehrengrab der Stadt Berlin gewidmet.

## Ehrungen
- 1931: Staatspreis der deutschen Regierung.[15]
- 1952: Großes Verdienstkreuz der Bundesrepublik Deutschland.
- 1954: Kunstpreis des Senats von Berlin für sein Lebenswerk.
- 1955: Max Pechstein wurde kurz vor seinem Tod noch zum Teilnehmer der documenta 1 in Kassel ausgewählt.

## Höchstpreise am Kunstmarkt
Pechsteins Werk Selbstbildnis, liegend wurde im Rahmen einer Auktion in Köln bei dem Auktionshaus Lempertz für 3.182.840 Euro (inkl. Aufgeld) versteigert.

## Darstellung Pechsteins in der bildenden Kunst (Auswahl)
- Emil Stumpp: Max Pechstein (Kreide-Lithographie, 1927)[17]

## Weitere fotografische Darstellung Pechsteins
- Edmund Kesting: Porträt Max Pechstein (1948; Max-Pechstein-Museum Zwickau)[18]

## Werke (Auswahl)
- 1908: Junges Mädchen, Staatliche Museen zu Berlin, Nationalgalerie
- 1909: Mädchen in Rot unterm Sonnenschirm
- 1909: Am Kurischen Haff, Privatsammlung
- 1910: Am Seeufer, Hamburger Kunsthalle
- 1910: Früchte II. / Weib mit Inder auf Teppich (Doppelgemälde, Ende 2011 zu einem Rekordpreis versteigert)[19]
- 1910: Das grüne Sofa, Museum Ludwig Köln
- 1910: Rotes Fischerhaus und blühender Baum
- 1910: Mädchen mit rotem Fächer, Neue Galerie New York
- 1911: Am Strand von Nidden, Staatliche Museen zu Berlin, Nationalgalerie
- 1911: Früher Morgen, Privatsammlung Süddeutschland
- 1911: Liegender Rückenakt
- 1911: Sonnenaufgang (bei Nidden)
- 1911: Frauen am Waldrand, Öl auf Leinwand, Kunstmuseum Gelsenkirchen
- 1912: Fischerboote in Nidden, Niedersächsisches Landesmuseum für Kunst und Kulturgeschichte Oldenburg (Oldenburg)
- 1913: Fischerboot, Brücke-Museum, Berlin
- 1913: Beerdigung der Revolutionsopfer II
- 1914: Bildnis Luise Maas, The Family of Louise and Erich Mendelsohn
- 1917: Palau-Triptychon, linkes Seitenstück, Wilhelm-Hack-Museum, Ludwigshafen[20]
- 1918: Selbstbildnis mit Hut und Pfeife, Kunsthaus Zürich
- 1919: Drohendes Wetter, Städtisches Museum Abteiberg, Mönchengladbach
- 1919: Die Italien- und Südseereise. 50 Original-Lithographien, Maecenas Sammlung Wien
- 1920: Mutter mit Kind (Frau des Künstlers mit Sohn), Städtisches Museum Abteiberg, Mönchengladbach
- 1921: Kornhocken vor rotem Haus und Windmühle, Museum der Brotkultur, Ulm
- 1924: Monterosso al Mare, Öl auf Leinwand, Privatbesitz
- 1925: Modellpause, Kunstmuseum Luzern
- 1927: Lupowmündung
- 1927: Hinter den Dünen, Öl auf Leinwand, 51 × 59,5 cm
- 1929: Morgensonne (über dem Garder See)
- 1932: Heringsfischer am Strand, Öl auf Leinwand, 95 × 120 cm, Kunstforum Ostdeutsche Galerie, Regensburg
- 1933: Kutter zur Reparatur (in Leba)
- 1937: Fischerbucht
- 1939: Morgen bei Purwin (Kurische Nehrung), Öl auf Leinwand, 70 × 80,5 cm[21]

## Würdigungen

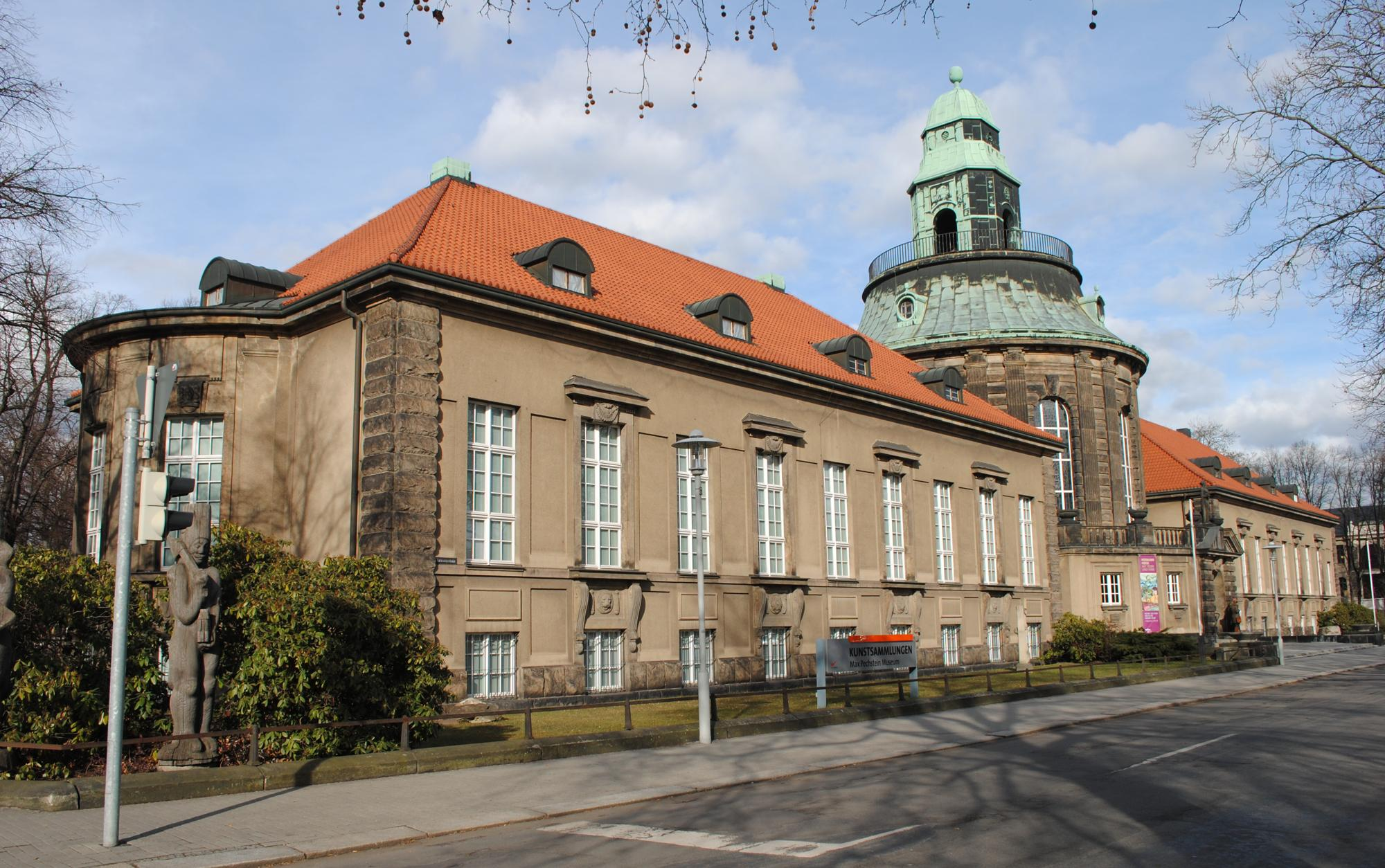
Max-Pechstein-Museum in Zwickau

Pechstein wurde 1947 Ehrenbürger der Stadt Zwickau. Zwickau vergibt alle zwei Jahre den Max-Pechstein-Preis. In mehreren deutschen Städten gibt es nach ihm benannte Max-Pechstein-Straßen. Nach ihm wurden der Asteroid (43724) Pechstein und die Kunstsammlungen Zwickau des Städtischen Museums in der Lessingstraße als Max-Pechstein-Museum benannt. Sein Enkel Alexander Pechstein hatte bis zu seinem eigenen Tod (Mai 2022) maßgeblich Anteil an der Entstehung und Erhaltung des Museums.

## Ausstellungen (unvollständig)
Als Mitglied des Deutschen Künstlerbundes stellte Pechstein u. a. auf folgenden großen DKB-Jahresausstellungen aus:

### 1912 bis 1936
- 1912: Kunsthalle Bremen
- 1913: Kunsthalle Mannheim
- 1921: Alte Kunsthalle, Hamburg
- 1927: Kunstakademie Dresden
- 1928: Künstlerhaus Hannover
- 1929: Staatenhaus am Rheinpark, Köln
- 1930: Ausstellungsgebäude auf dem Interimtheaterplatz, Stuttgart
- 1931: Ausstellungshallen Norbertstraße, Essen
- 1936: Pechsteins letzte Ausstellungsbeteiligung beim Deutschen Künstlerbund vor dem Zweiten Weltkrieg war die (nach zehn Tagen durch die Nazis zwangsgeschlossene) Jahresausstellung Malerei und Plastik in Deutschland 1936 im Hamburger Kunstverein. Sein dort ausgestelltes Ölgemälde Nach der Heimkehr gilt als verschollen.[25]

### Nach 1945
- 1945/1946: Berlin, vom Kulturbund zur Demokratischen Erneuerung Deutschlands veranstalteten Ausstellung Bildender Künstler[26]
- 1946: Berlin, Staatsoper im Admiralspalast (Einzelausstellung)
- 1947: Ausstellung Max Pechstein. Zwickau, Städtisches Museum[27]
- 1947: 2. Ausstellung Erzgebirgischer Künstler,[28] Freiberg, Stadt- und Bergbaumuseum,
- 1947: Max Pechstein – Palau-Zeichnungen. Galerie Henning, Halle (Saale)[29]
- 1989: Schloss Cappenberg, 8. August bis 15. Oktober 1989.
- 1997: Kunsthalle Tübingen Max Pechstein. Das malerische Werk, 11. Januar bis 6. April 1997.
- 2010: Max Pechstein. Ein Expressionist aus Leidenschaft. Retrospektive. 19. September 2010 bis 9. Januar 2011 in der Kunsthalle zu Kiel, dann in Regensburg („Ostdeutsche Galerie“) und vom 10. Juli bis 1. November 2011 in Ahlen (Pechstein-Retrospektive mit Handzeichnungen, Druckgrafiken, Glasfenstern, Mosaiken, Briefen, Postkarten und über 100 Gemälden).[30]
- 2013: Max Pechstein auf Reisen. Utopie und Wirklichkeit. 1. Juni bis 1. September 2013. Museum im Kulturspeicher, Würzburg.
- 2015/2016: Max Pechstein. Körper. Farbe. Licht. Ende Dezember 2015 bis 10. April 2016. Kunstmuseum Ravensburg, kuratiert von Nicole Fritz
- 2017: Max Pechstein. Künstler der Moderne, Bucerius Kunst Forum, Hamburg, 20. Mai 2017 bis 3. September 2017 (in Kooperation mit dem Brücke-Museum Berlin, kuratiert von Magdalena M. Moeller).
- 2019/2020: Tanz! Max Pechstein: Bühne, Parkett, Manege, Kunsthalle Tübingen, kuratiert von Nicole Fritz und Annika Weise
- 2023: Sammelausstellung, Säulen der Moderne, Galerie & Edition Bode, Nürnberg

## Fälschungen
Im Oktober 2011 endete ein Kunstfälscherprozess mit einer Verurteilung der Angeklagten. Neben anderen Werken bekannter Künstler wie Max Ernst und Heinrich Campendonk waren bei Versteigerungen der angeblichen Sammlung Werner Jägers aus den vergangenen Jahren auch zwei Gemälde, die als Werke von Max Pechstein galten, als Fälschung aufgedeckt worden.